# Pekka Salminen
Pekka Salminen (Joroinen, 3 giugno 1981) è un ex saltatore con gli sci finlandese.

## Biografia
In Coppa del Mondo esordì il 4 marzo 1998 a Kuopio (50°) e ottenne l'unico podio il 27 gennaio 2002 a Sapporo (3°). Non partecipò né a rassegne olimpiche né iridate.

## Palmarès

### Mondiali juniores
- 2 medaglie:
  - 1 argento (gara a squadre a Saalfelden 1999)
  - 1 bronzo (gara a squadre a Sankt Moritz 1998)

### Coppa del Mondo
- Miglior piazzamento in classifica generale: 39º nel 2000
- 1 podio (a squadre):
  - 1 terzo posto